# Церетели, Ираклий Сидамонович
Ираклий Сидамонович Церетели (груз. ირაკლი სიდამონის ძე წერეთელი, род. 26 октября 1961, Тбилиси) — грузинский политик, поэт, корректор, диссидент.

## Биография
В 1983 году окончил филологический факультет Тбилисского государственного университета.
В 1987 году работал консультантом археологической экспедиции; 1987—1988 — корректор Центра гигиенического и санитарного просвещения населения. Издал сборник богословских писем и сборники стихов; автор множества политических документов, заявлений, обращений, деклараций и программ. Опубликовал переводы иранской поэзии Вахушти Котетишвили (1935—2008).
Один из лидеров грузинского национального движения конца XX века вместе с Звиадом Гамсахурдиа, Мерабом Костава и Георгием Чантурией.
В июне 1988 года возглавил, вместе с И. Батиашвили, образовавшуюся в «Обществе Ильи Чавчавадзе» самостоятельную группировку «Национальный фронт», которая в дальнейшем самоликвидировалась и влилась в «Меотхе даси», а в августе 1988 года на базе «Меотхе даси» была создана Национально-демократическая партия Грузии (НДПГ), главной задачей которой ставилась борьба за восстановление независимости Грузии и создание демократического государства.
Организатор и глава Партии национальной независимости Грузии (1988).
Один из главных организаторов апрельских событий 1989 года в Тбилиси.
Депутат парламента Грузии 3-го созыва (1992—1995)
Выступает с антироссийских, проамериканских позиций. Находится в оппозиции к действующим властям, объявлял голодовку, за свою политическую позицию подвергался физическому насилию. По мнению некоторых экспертов «превратился в мало кому интересного пенсионера»